# Schizodon
Schizodon es un género de peces de agua dulce de la familia Anostomidae y del orden de los Characiformes. Las especies que lo integran son denominadas popularmente bogas, lisas, piabas, o aracús. Se distribuye en los cursos fluviales tropicales y subtropicales de Sudamérica. La mayor riqueza de especies se encuentra en la cuenca del Plata. En las especies mayores la longitud total ronda los 40 cm. 

## Taxonomía
Este género fue descrito originalmente en el año 1829 por el ictiólogo suizo Louis Agassiz.  

## Especies
Actualmente hay 17 especies reconocidas en este género:
- Schizodon altoparanae (Garavello & Britski, 1990)
- Schizodon australis (Garavello, 1994)
- Schizodon borellii (Boulenger, 1900)
- Schizodon corti (L. P. Schultz, 1944)
- Schizodon dissimilis (Garman, 1890)
- Schizodon fasciatus (Spix & Agassiz, 1829)
- Schizodon intermedius (Garavello & Britski, 1990)
- Schizodon isognathus (Kner, 1858)
- Schizodon jacuiensis (Bergmann, 1988)
- Schizodon knerii (Steindachner, 1875)
- Schizodon nasutus (Kner, 1858)
- Schizodon unimaculatus Garavello, Britski, Oliveira & Melo, 2024[2]
- Schizodon platae (Garman, 1890)
- Schizodon rostratus (Borodin, 1931)
- Schizodon scotorhabdotus (Sidlauskas, Garavello & Jellen, 2007)
- Schizodon succinctus (Burmeister, 1861)
- Schizodon vittatus (Valenciennes, 1850)

## Importancia económica y cultural
Algunas especies de este género son empleadas como peces de acuario. Se pescan deportivamente, aunque sin una búsqueda específica, sólo dentro de la modalidad «variada».